# 海竹
海竹（学名：Yushania qiaojiaensis）为禾本科玉山竹属下的一个种。

## 扩展阅读
- 維基物種上的相關：海竹